# Географія Грузії
Грузія — країна на Кавказі, що знаходиться на крайньому схід континенту, на межі між Європою та Азією . Загальна площа країни 69 700 км² (121-ше місце у світі), з яких на суходіл припадає 69 700 км², а на поверхню внутрішніх вод — 0 км². Площа країни вдвічі більша за площу Одеської області України. 

## Етимологія
Офіційна назва — Грузія (груз. საქართველო — Сакартвело). Назва країни, ймовірно, походить від перського найменування грузин «гург» (gurz), який був сприйнятий хрестоносцями і паломниками до Святої Землі через сирійську gurz-ān/gurz-iyān та арабську ĵurĵan/ĵurzan мови. Вони дали країні назву Джорганія, Георгиния (Jorgania, Georginia) і пов'язали з ім'ям Святого Георгія, який був популярний серед грузин, бо 12 правителів Грузії носило його ім'я. Цей топонім зустрічається в праці Марко Поло XIII століття. Перський же етнонім грузин, у свою чергу, виводиться з давньоіранської vrkān/waručān неясного походження. Однак існує подібний топонім у Прикаспії Ґорґан — земля вовків. Інший варіант, напряму від топоніму Гурджистан, що входив до складу Перської імперії, де «гурджі» — гірський і «стан» — держава. У часи козаччини грузин в Україні називали «гурджіями», пізніше була засвоєна московська назва Грузія. В описі подорожі ченця Ігнатія Смоляніна до Палестини 1389 року, згадується країна Гурзо, а в «Ходінні за три моря» Афанасія Нікітіна 1466-1472 років згадується Гурзинськая земля. У результаті перестановки звуків етнонім і топонім перетворились на грузин і Грузинську землю. За іншою теорією, назву виводять з дав.-гр. γεωργός — землероби, що населяли родючі землі Колхиди. Самоназва Сакартвело означає землю картвелів, де са і -о парні афікси, що використовуються для утворення позначення місця. Картлі — одна з історичних областей Грузії. Назву пов'язують з легендарним пращуром грузин Картлосом, братом Хайка, легендарного пращура вірменського народу, що є потомком біблійного Ноя.

## Географічне положення
Грузія — євразійська країна, що межує з чотирма іншими країнами: на півдні — з Вірменією (спільний кордон — 219 км), Туреччиною (273 км), на сході — з Азербайджаном (428 км), на півночі — з Російською Федерацією (894 км). Загальна довжина державного кордону — 1814 км. Грузія на заході омивається водами Чорного моря Середземноморської системи Атлантичного океану. Загальна довжина морського узбережжя 310 км.

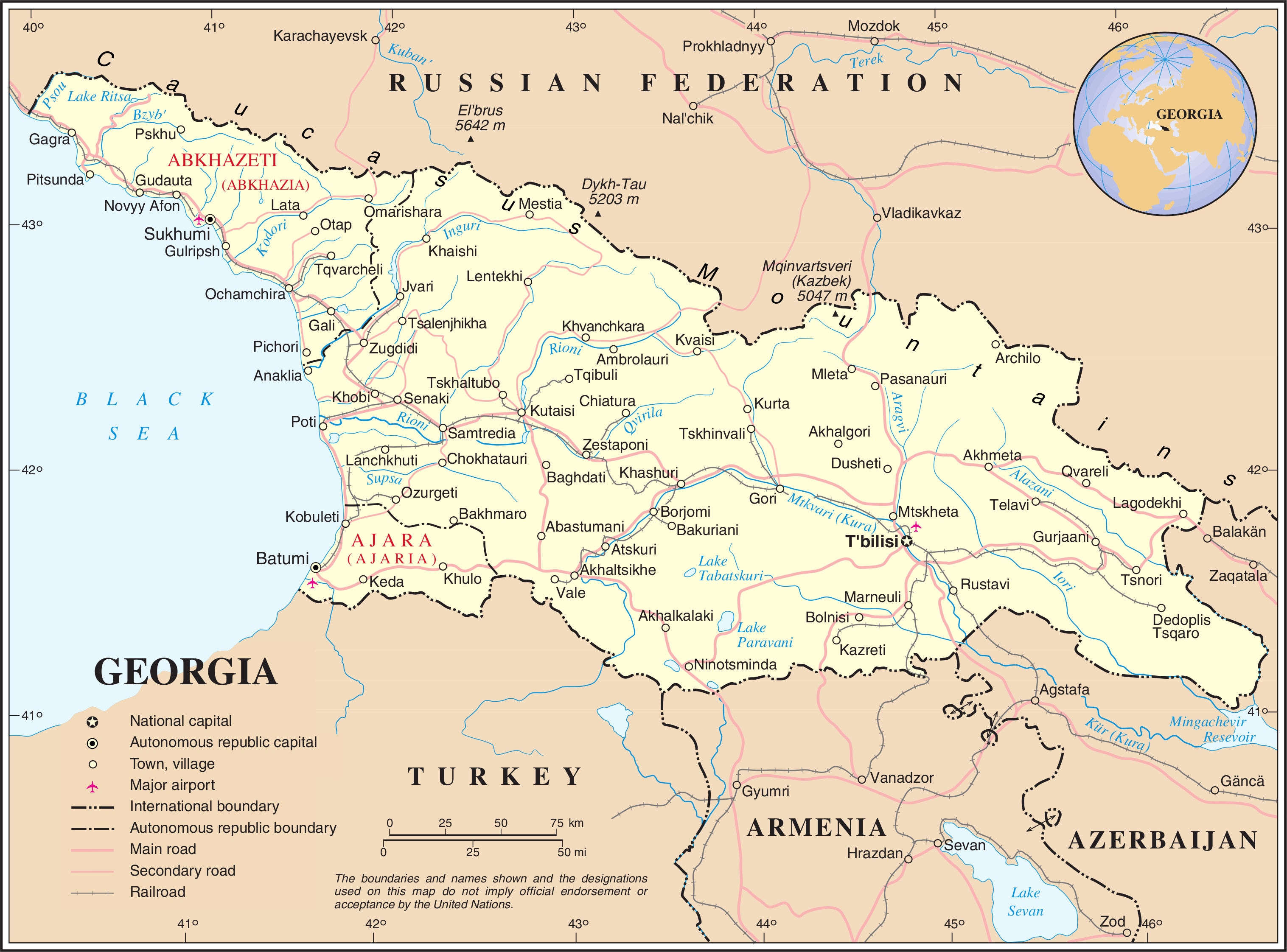
Карта Грузії від ООН (англ.)
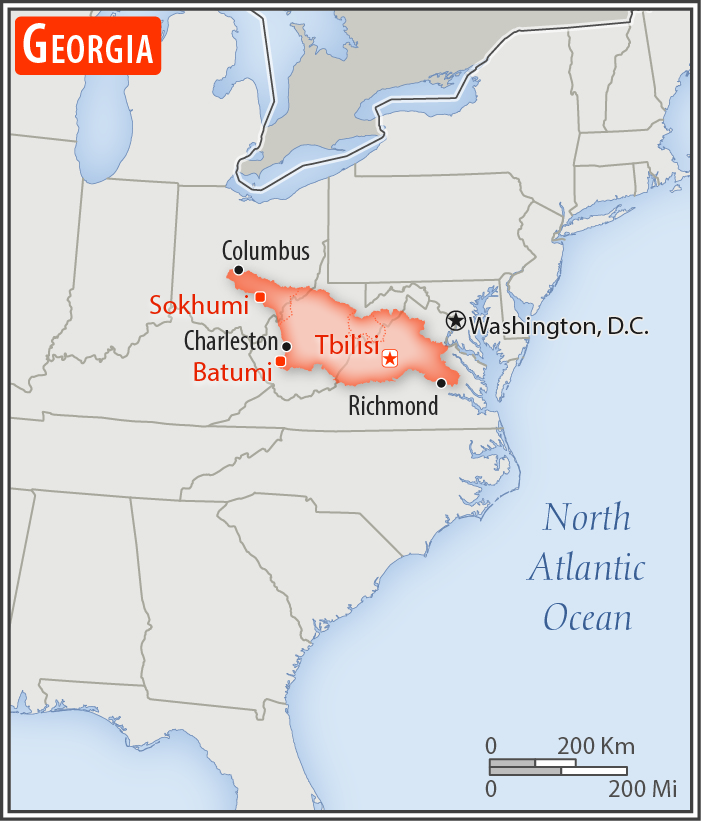
Порівняння розмірів території Грузії та США
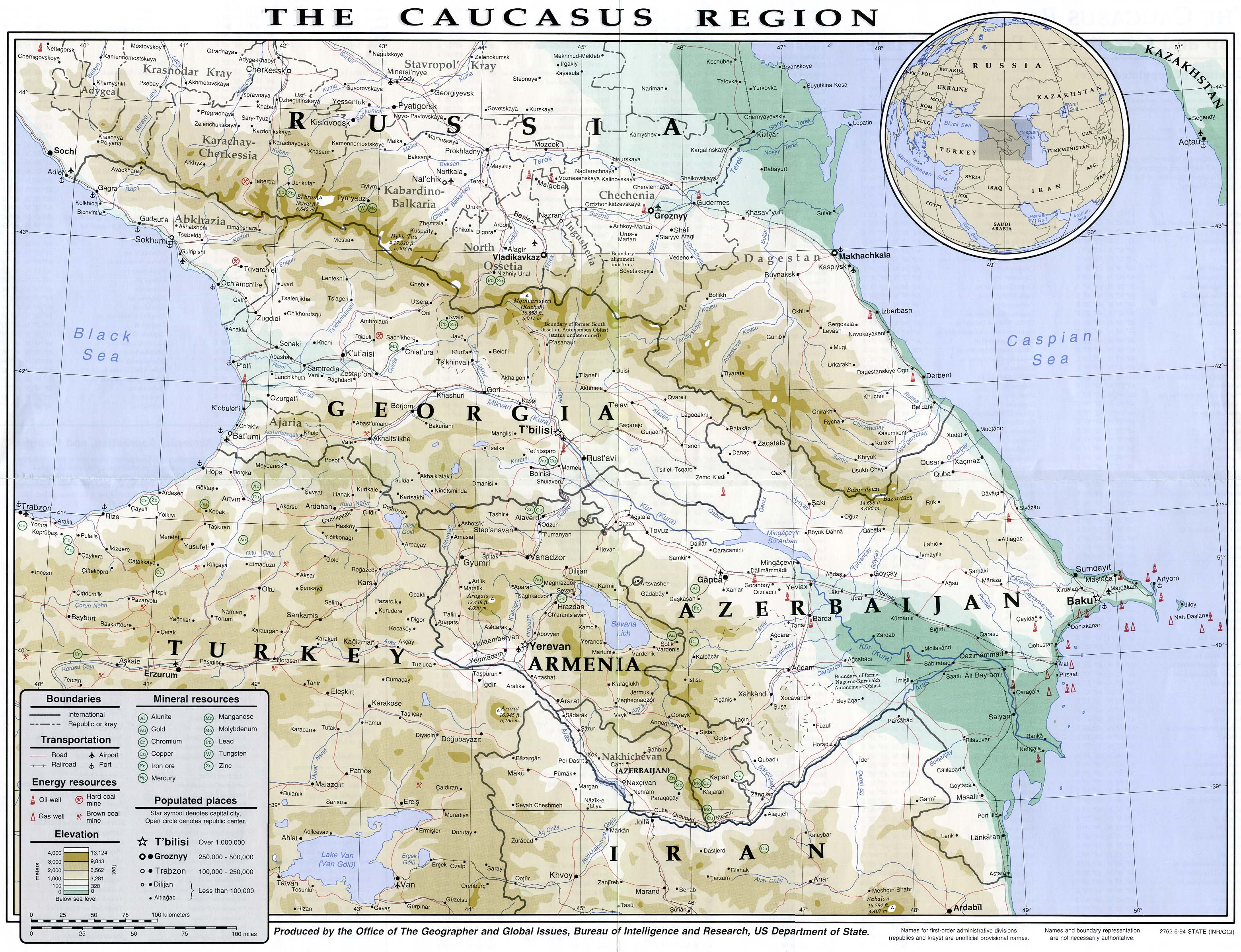
Південний Кавказ

Згідно з Конвенцією Організації Об'єднаних Націй з морського права (UNCLOS) 1982 року, протяжність територіальних вод країни встановлено в 12 морських миль (22,2 км). Виключна економічна зона встановлена на відстань 200 морських миль (370,4 км) від узбережжя.

### Час
Час у Грузії: UTC+4 (+2 години різниці часу з Києвом).

## Геологія
Територія Грузії характеризується приналежністю до рухомого альпійського поясу земної кори зумовила на невеликій площі різку зміну інтенсивних неотектонічних височин та низин. Цими рухами створено контрастний рельєф країни і зрештою її різноманітні ландшафти з безліччю типів клімату, гідрології, режиму, ґрунтового покриву, рослинності і тваринного світу.

### Сейсмічність
Висока сейсмічність території (особливо на сході, землетруси до 5-7 балів).

## Рельєф
Середні висоти — 1432 м; найнижча точка — рівень вод Чорного моря (0 м); найвища точка — гора Шхара (5201 м), друга — Казбек (5033 м). Північна частина республіки зайнята гірською системою Великого Кавказу (Кавкасіоні) з висотами до 4500-5000 м над рівнем моря. Кавказ належить до молодих складчастих систем (тобто тектонічні процеси тут не завершені). Велика частина узбережжя Грузії поволі опускається. У середньому занурення суші Колхідської низовини становить близько 13 см у сторіччя.
У вододільній частині Центрального Кавказу знаходяться відомі перевали — Хрестовий (2384 м), Мамісонський (2829 м), Рокський (2996 м). Південну Осетію (Грузія) і Північну Осетію-Аланію (Росія) зв'язує Рокський транспортний тунель Кавказької перевальної автомобільної дороги. Всього через Кавказький хребет ведуть дві автомобільні дороги — Транскавказька і Військово-грузинська. Третій шлях — узбережжя Чорного моря — після грузино-абхазької війни практично закритий. Для високогірної частини країни характерні льодовики, на заході — карстові явища, а на сході — молоді вулканічні форми.

Рельєф Грузії
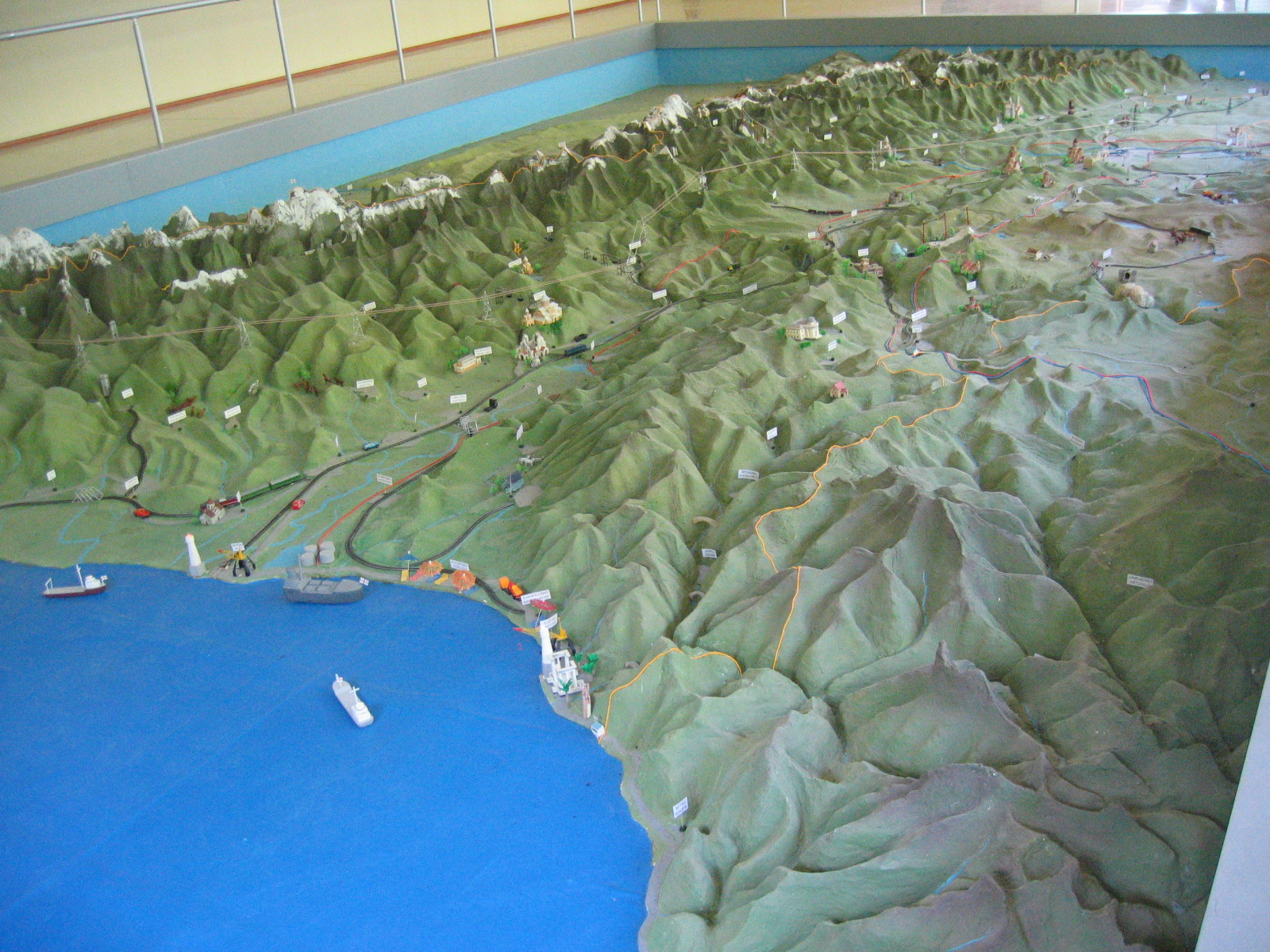
Макет рельєфу Грузії
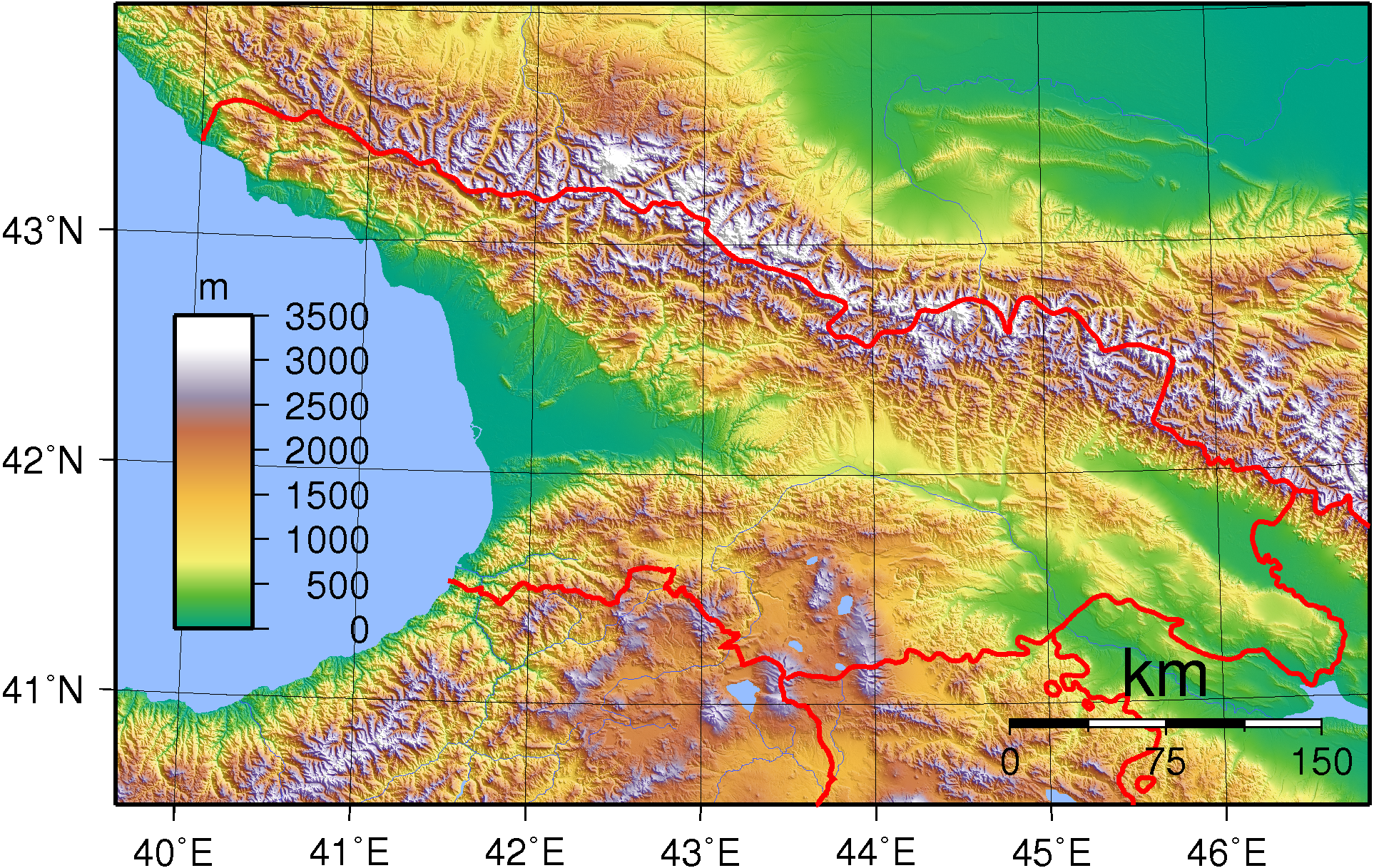
Гіпсометрична карта Грузії
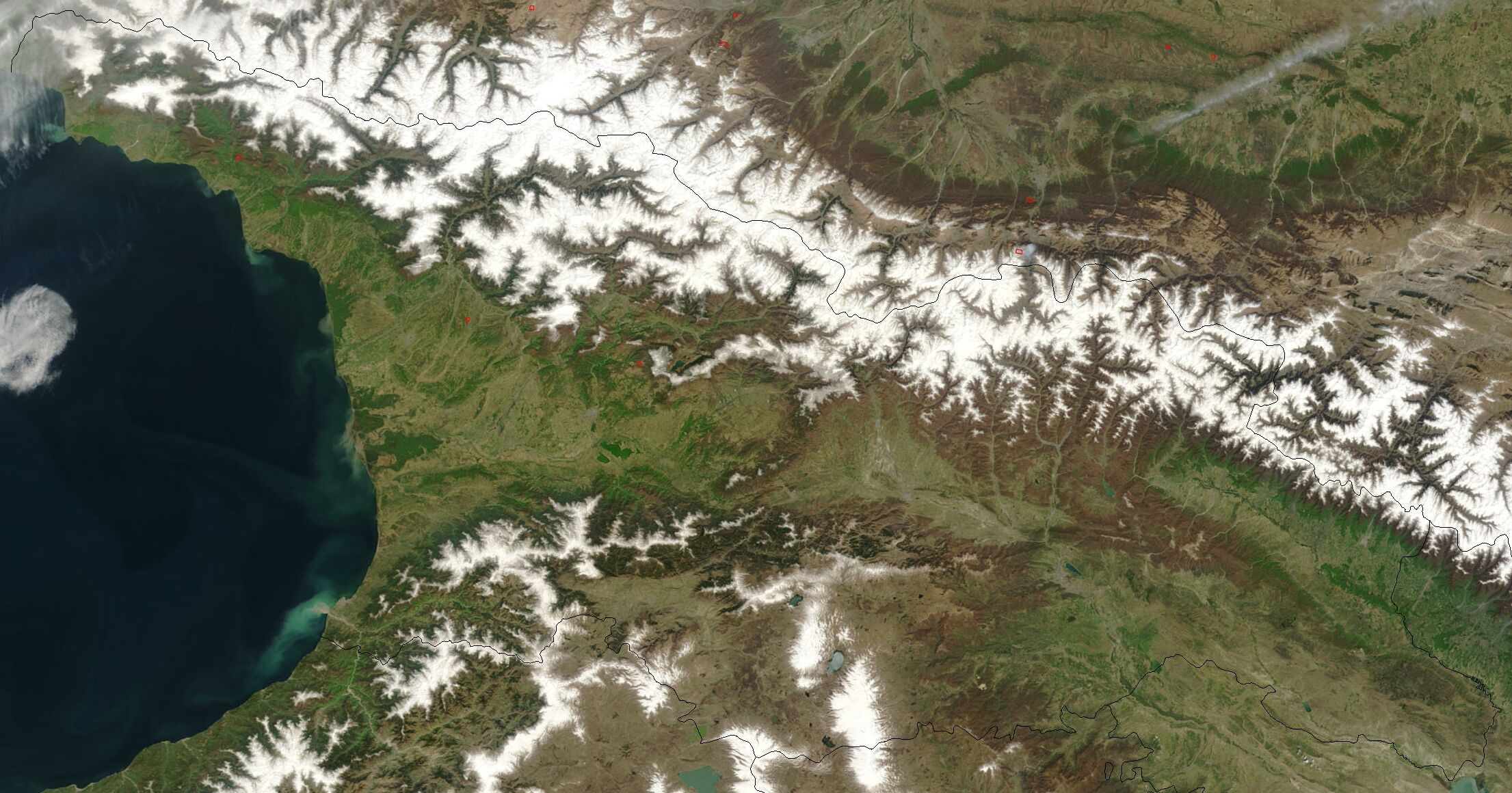
Супутниковий знімок поверхні країни
Карта країни (англ.)

На півдні країни — хребти Малого Кавказу (висоти до 2850 м). Між Великим і Малим Кавказом — Колхідська низовина, що має форму трикутника з основою, зверненою до Чорного моря, а на сході — Іверійська западина, де тече річка Кура (Мткварі). Колхідська низовина нахилена на захід. У приморській смузі вона ледве підноситься над рівнем моря, а на сході поступово підвищується до 150 м, поки не упирається в гранітний хребет, що сполучає Великий і Малий Кавказ і що є вододілом між басейнами Чорного і Каспійського моря.

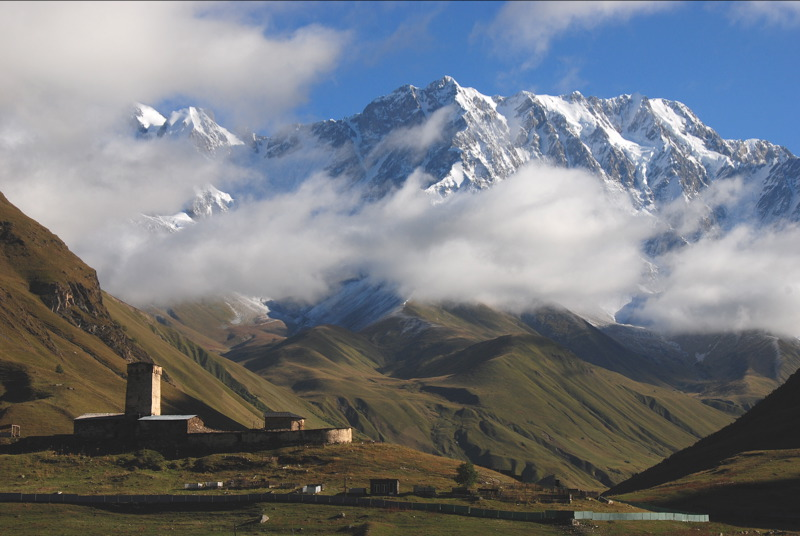
Гора Шхара
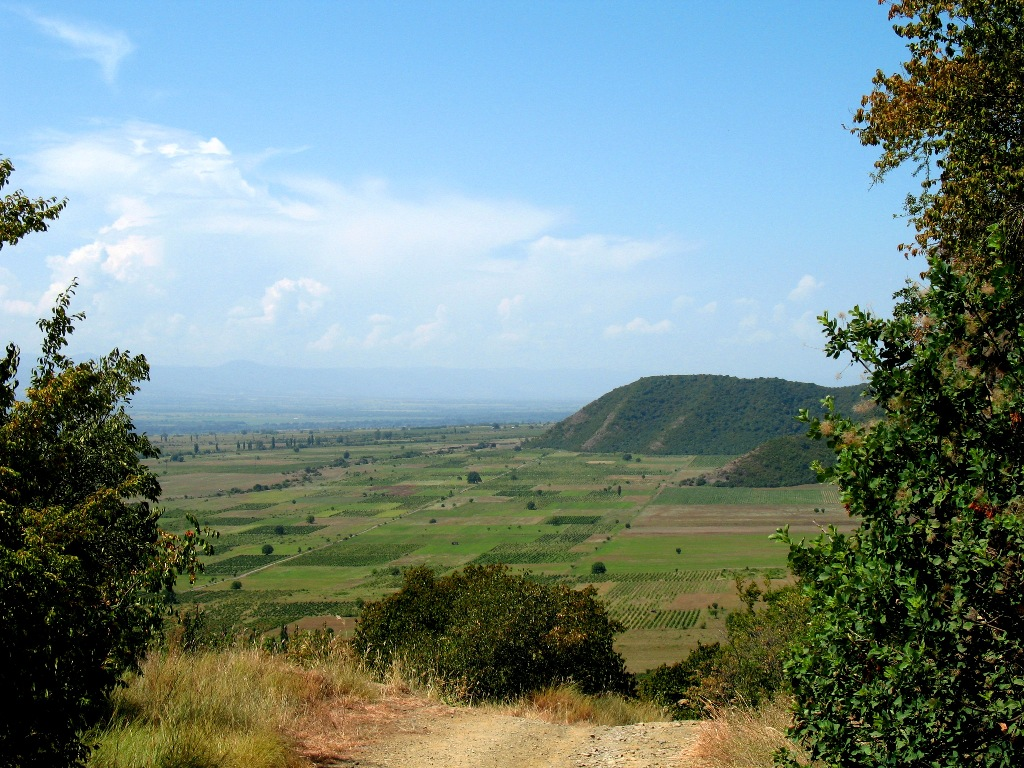
Алазанська долина
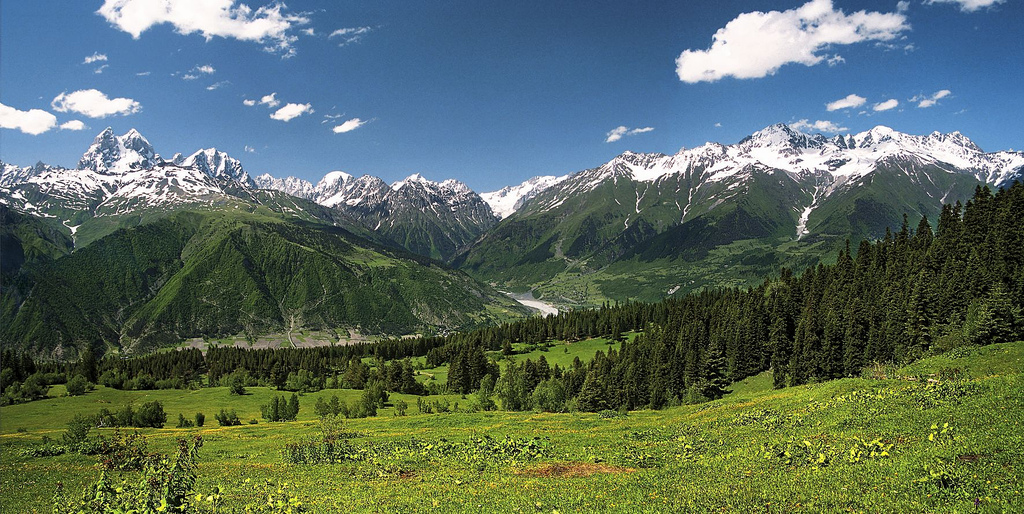
Ландшафти Сванетії
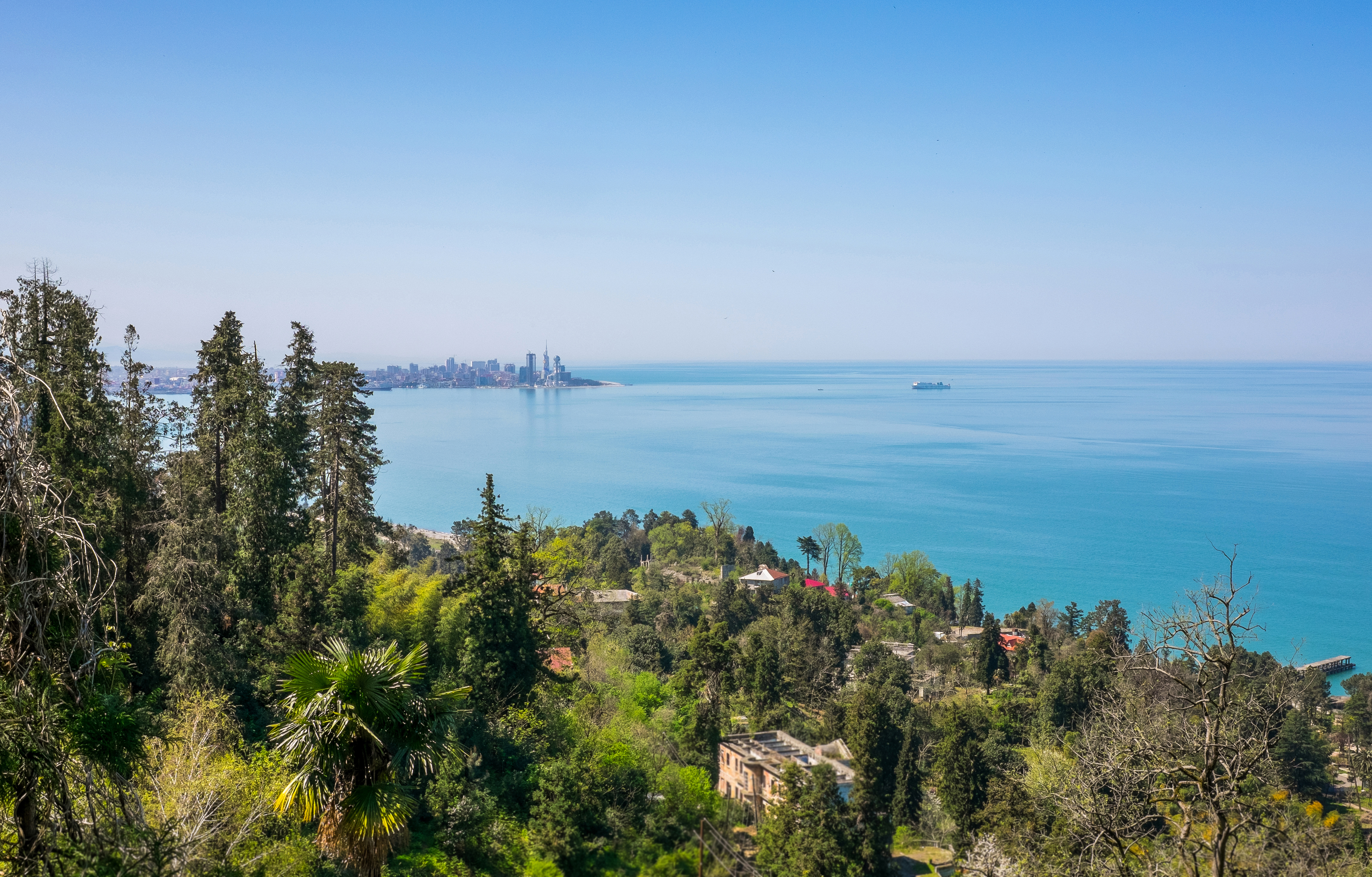
Чорноморське узбережжя, Батумі

На крайньому півдні Грузії розташовується Південно-грузинське (Джавахетське) вулканічне нагір'я, для якого характерні лавові плато, ланцюги вулканів і каньйоноподібні ущелини річок. Вища точка нагір'я — гора Діді-абулі, 3301 м.

### Печери
У Грузії знаходиться найглибша (1370 м) на території колишнього СРСР печера-прірва Сніжна на Бзибському хребті. Сніг і лід в ній зустрічаються на глибині 200 м. Широко відома Новоафонськая печера в Абхазії, яка до грузино-абхазької війни мала популярність серед туристів. Це щонайдовша (3285 м) і найбільша за площею (49 565 м²) печера. Всього на хребтах Великого Кавказу знайдено близько 500 печер.

### Узбережжя
Берегова лінія Чорного моря (308 км), відрізняється рівними рисами. Описуючи плавну дугу, берег позбавлений значних заток і півостровів.

## Клімат
Грузія лежить на кордоні семігумідного Середземномор'я, аридної безстічної Арало-каспійської западини і континентальних Передньозіатських нагір'їв. Територія Грузії лежить у субтропічному кліматичному поясі, перехідного типу до помірного, з безліччю відхилень. Влітку переважають тропічні повітряні маси з ясною тихою антициклонічною погодою, взимку — помірні з похмурою дощовою досить вітряною циклонічною. Значні сезонні амплітуди температури повітря і розподілу атмосферних опадів, можливе випадіння снігу.
Вологий субтропічний клімат Колхідської низовини від берега Чорного моря до висоти 500—600 м характеризується унікальними рисами: найтеплішою зимою (3-6°С), найменшою річною амплітудою температур (17-21°С) і великою кількістю атмосферних опадів (1200—2800 мм). Морози нижче —5°С бувають тільки в окремі роки і викликаються вторгненням арктичних повітряних мас. Для даного регіону характерні сильні, нерідко тривалі східні вітри типу фенів.

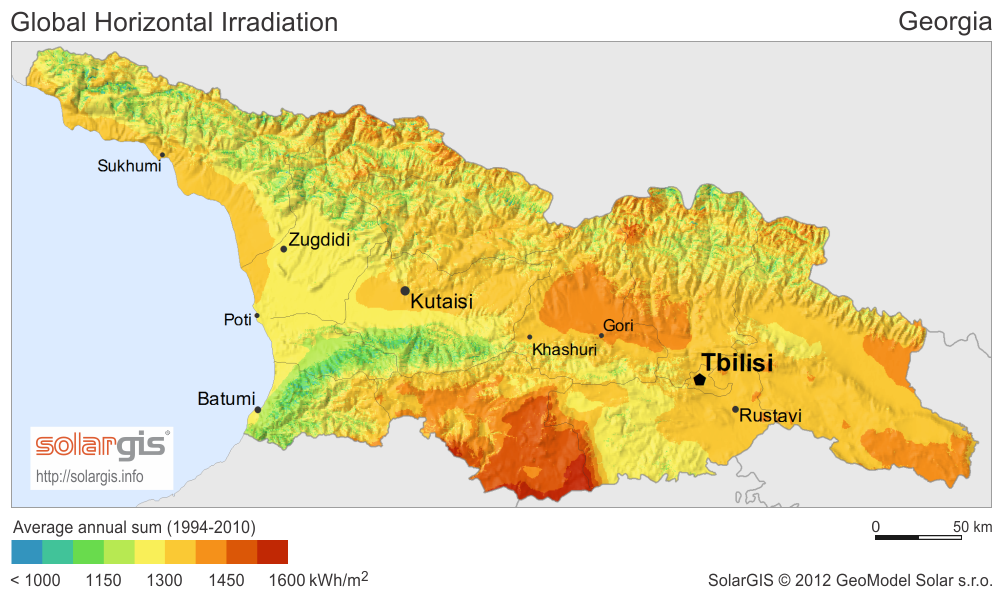
Сонячна радіація (англ.)
Кліматична карта Грузії (за Кеппеном)

Грузія є членом Всесвітньої метеорологічної організації (WMO), в країні ведуться систематичні спостереження за погодою.

## Внутрішні води

Гідрографічна мережа ГрузіїГідрографічна мережа Грузії
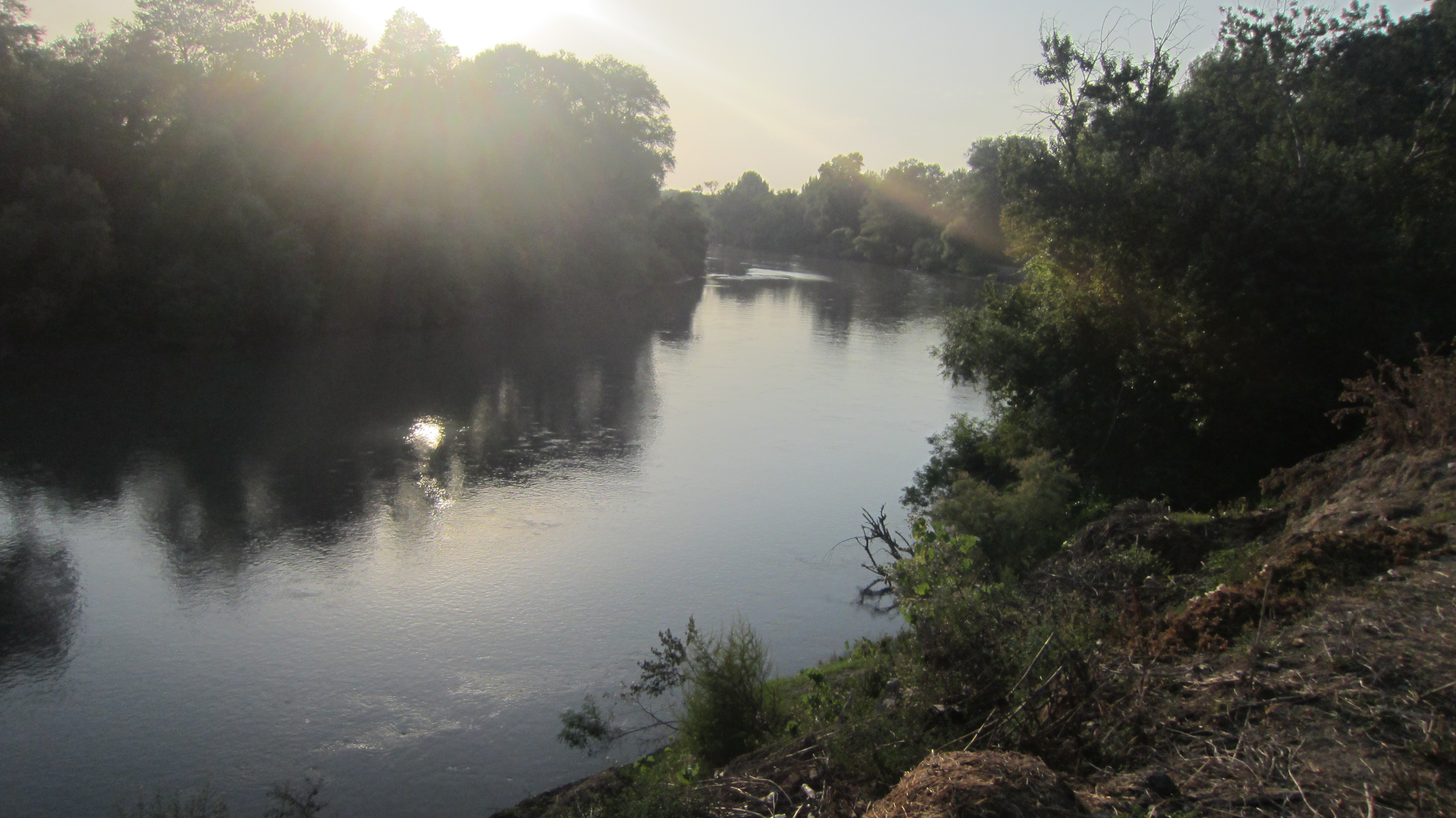
Річка Алазані
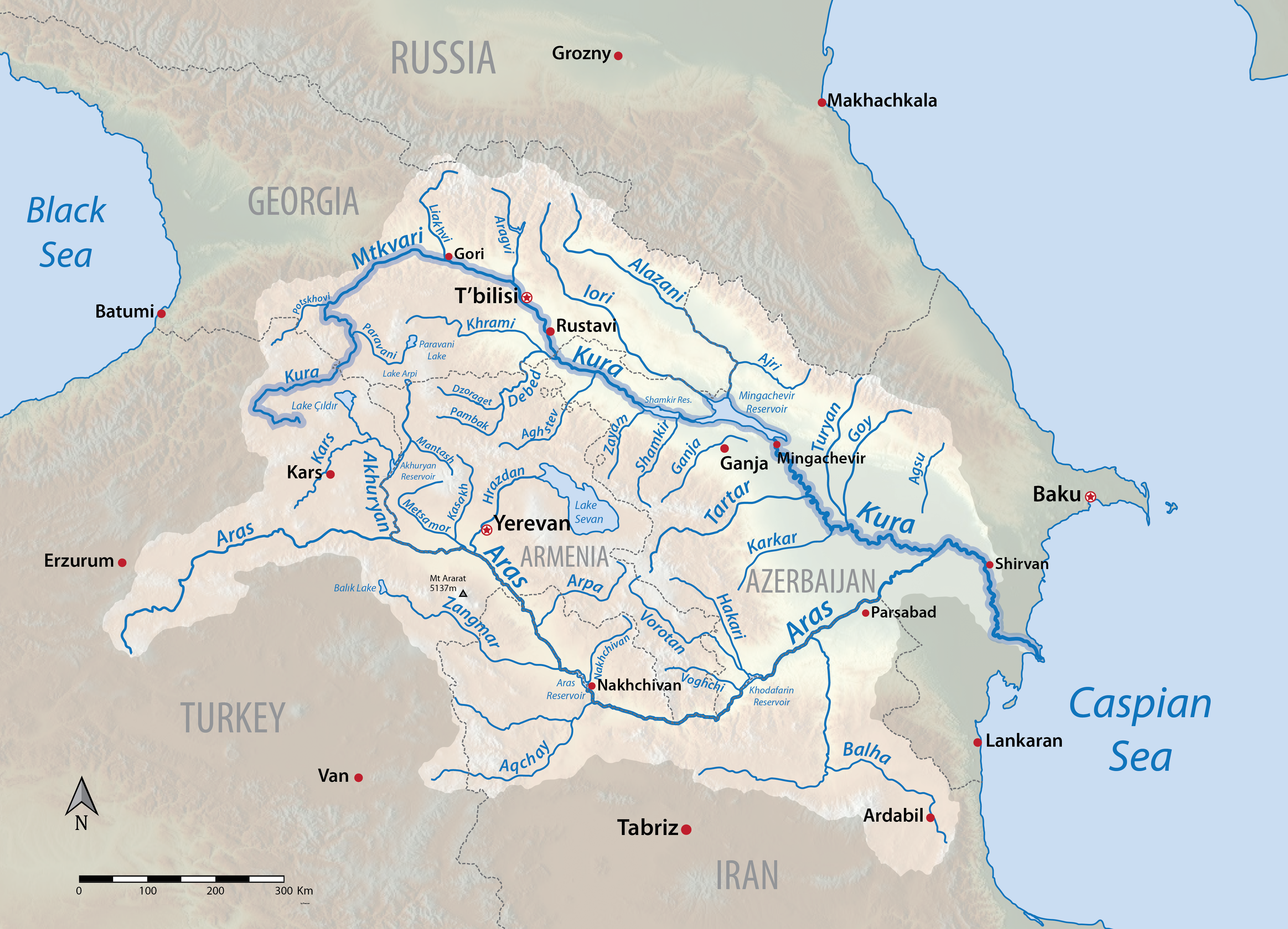
Сточище Кури
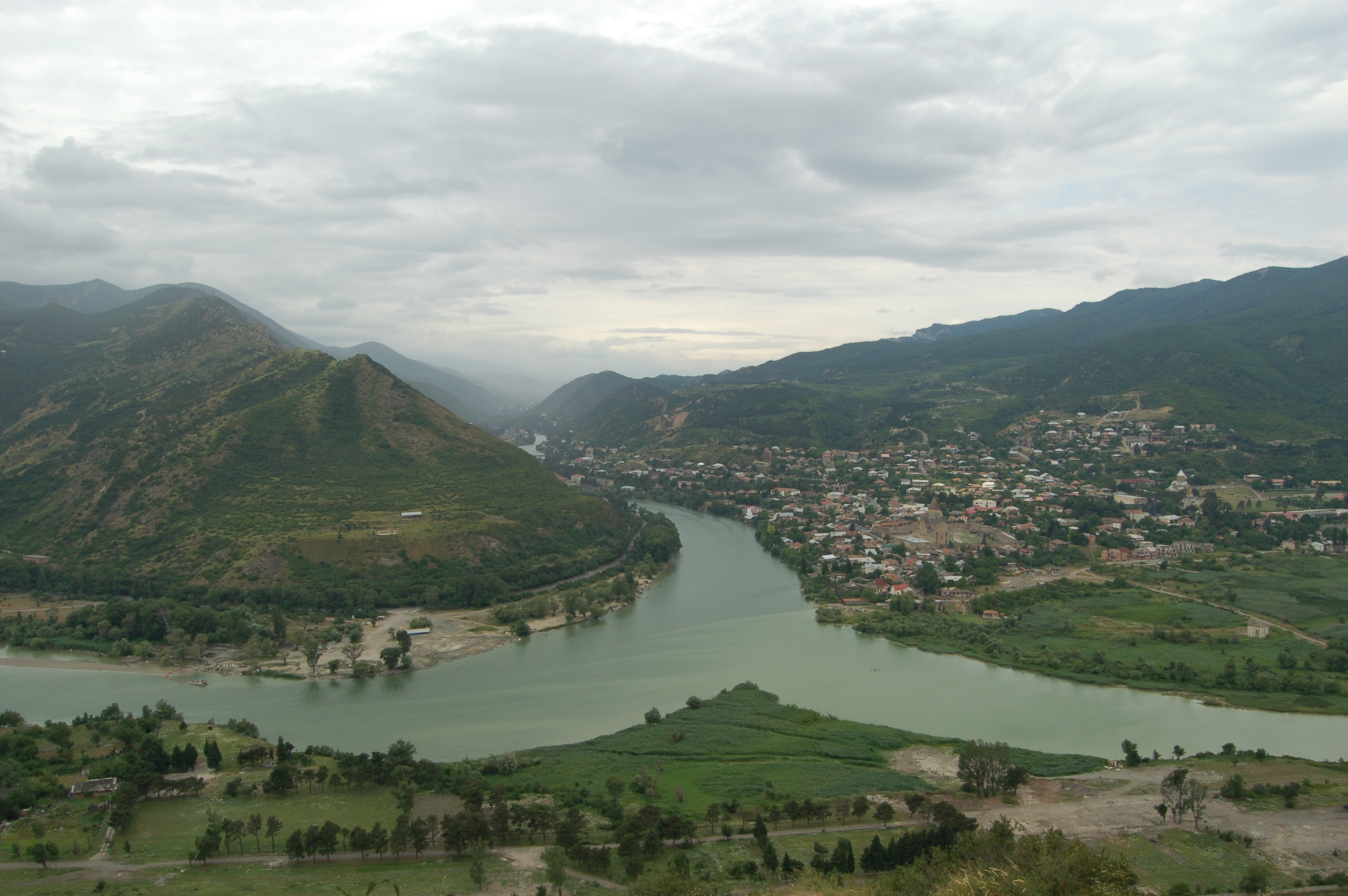
Злиття Арагві та Кури

### Річки
Річки країни належать басейну Чорного моря Атлантичного океану — захід; на сході безстічні області басейну Каспійського моря. У Грузії налічується 25 075 річок загальною протяжністю 54,768 км. Найбільша річка східної Грузії — Мткварі, з її численними притоками (Потсхові, Діді Ляхві, Арагві, Іорі, Алазані, Паравані, Алгеті і Храмі), що впадає в Каспійське море. Найбільша річка західної Грузії — Ріоні з притоками (Цхеніцкалі, Техура і Квіріла). Також до значних річок відносять Інгурі, Кодорі, Аджарісцкалі, Корохі і Хобі.

### Озера
У Грузії більше 850 озер, проте їх загальна площа не перевищує 170 км². Найбільші за площею — озера Паравані (37 км²) і Паліастомі (17,3 км²) найглибші — Ріца (116 м) і Амткелі (72 м).

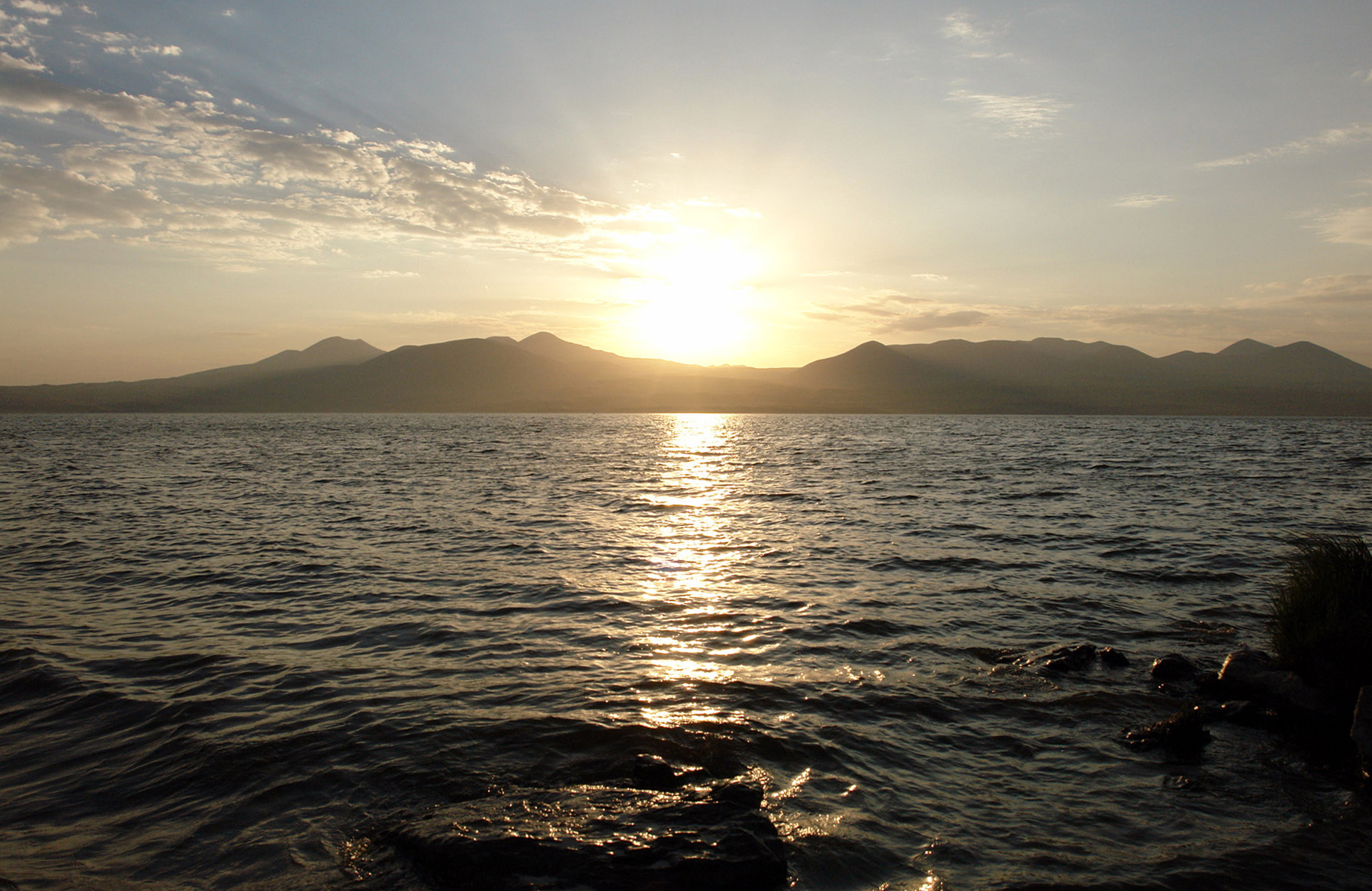
Озеро Паравані

### Льодовики
Усього в Грузії понад 600 льодовиків з сумарною площею 520 км². Найбільш великі льодовики розташовані в Сванетії.

## Ґрунти
У ґрунтовому плані Грузія підрозділяється 3 ґрунтові округи:
- Західний. Для цього округу характерні зони рівнинних болотяних і підзолистих (Plintusol) ґрунтів, червоноземів і жовтих (Feralsol) ґрунтів передгір'їв, гірських лісових і лугових ґрунтів.
- Східний. У цьому окрузі основними ґрунтовими типами є каштанові і чорноземні ґрунти (у степовій зоні) і гідроморфні каштанові ґрунти в напівпустелі Елдарі і південній частині узвишшя Іорі. Великі площі в степовій зоні Східної Грузії зайняті гумусно-карбонатними (Mollisol) ґрунтами (долини Самгорі, Ширакі і Крцаніси, адміністративний округ Марнеулі тощо). Солоні ґрунти (солончаки і солонці) широко поширені в долинах Тарібана-Натбеурі, Марнеулі і Гардабані, а так само в Елдарі.
- Південний. У цьому окрузі загалом представлені гірські і рівнинні чорноземи, а так само гірсько-лучні ґрунти. У західній частині округи є алювіальні карбонатні, гірські глеєві, в лісовій зоні — бурі лісові ґрунти.

## Рослинність
У Грузії можна знайти такі унікальні екосистеми як Колхідські полідомінантні ліси з вічнозеленим підліском, субальпійське криволісся, ліси на затоплюваних територіях, альпійські луки, екосистеми печер і каньйонів, хвойні і листопадні ліси, аридні світлі ліси, степи. Колхіда є однією з рефугіумів, в якому ще збереглася багата дендрофлора третинного періоду — 88 видів дерев і чагарників.

## Тваринний світ
Зоогеографічно територія країни належить до Європейської лісової провінції Циркумбореальної підобласті Голарктичної області.

## Стихійні природні явища
На території країни спостерігаються небезпечні природні явища і стихійні лиха:
- землетруси;
- сходження снігових лавин;
- приморозки в гірських долинах у вегетаційний період[1].

Діяльність людини у відносно недавньому минулому викликала драматичні зміни природних екосистем Грузії. Площі, вкриті лісовою і семіаридною рослинністю значно скоротилися, відповідно, площі, зайняті другорядними луками і сільськогосподарськими угіддями, навпаки, збільшилися. Більш ніж ¾ Колхідської низовини і прилеглі підніжжя пагорбів повністю змінилися, в основному, завдяки осушенню заболочених територій.

## Природні ресурси

### Мінеральні ресурси
Надра Грузії багаті на ряд корисних копалин: марганець, залізну руду, мідь, кам'яне вугілля, нафту.

### Водні ресурси
Загальні запаси відновлюваних водних ресурсів (ґрунтові і поверхневі прісні води) становлять 63,33 км³. Станом на 2012 рік в країні налічувалось 4,33 тис. км² зрошуваних земель.

### Земельні ресурси
Земельні ресурси Грузії (оцінка 2011 року):
- придатні для сільськогосподарського обробітку землі — 35,5 %,
  - орні землі — 5,8 %,
  - багаторічні насадження — 1,8 %,
  - землі, що постійно використовуються під пасовища — 27,9 %;
- землі, зайняті лісами і чагарниками — 39,4 %;
- інше — 25,1 %[1].

## Охорона природи
Серед екологічних проблем варто відзначити:
- забруднення повітря, особливо в Руставі;
- забруднення вод річки Мткварі та вод Чорного моря поблизу від узбережжя;
- недостатні запаси питної води;
- забруднення ґрунтів токсичними хімікатами.

Грузія є учасником ряду міжнародних угод з охорони навколишнього середовища:
- Конвенції про транскордонне забруднення повітря (CLRTAP),
- Конвенції про біологічне різноманіття (CBD),
- Рамкової конвенції ООН про зміну клімату (UNFCCC),
- Кіотського протоколу до Рамкової конвенції,
- Конвенції ООН про боротьбу з опустелюванням (UNCCD),
- Конвенції про міжнародну торгівлю видами дикої фауни і флори, що перебувають під загрозою зникнення (CITES),
- Базельської конвенції протидії транскордонному переміщенню небезпечних відходів,
- Конвенції з міжнародного морського права,
- Монреальського протоколу з охорони озонового шару,
- Міжнародної конвенції запобігання забрудненню з суден (MARPOL),
- Рамсарської конвенції із захисту водно-болотних угідь[12].

## Фізико-географічне районування
Сильно пересічений рельєф і складна конфігурація гірських хребтів забезпечують географічну і екологічну ізоляцію екосистем Грузії. Унаслідок кліматичних відмінностей між східною і західною частинами, значно варіюється і висотна поясна. У Західній Грузії є тільки п'ять висотних зон: лісова (нижче 1900 м), субальпійська (1900—2500 м), альпійська (2500-3100 м), субнівальна (3100-3600 м) і нівальна (понад 3600 м); тоді як в Східній Грузії — сім: напівпустель, сухих долин і світлого лісу (150—600 м), лісова (600—1900 м), субальпійська (1900—2500 м), альпійська (2500-3000 м), субнівальна (3000-3500 м) і нівальна (понад 3500 м).
У фізико-географічному відношенні територію Грузії можна розділити на райони, що відрізняються один від одного рельєфом, кліматом, рослинним покривом:
Територія Грузії розподіляється між 4 біогеографічними регіонами:
- Східним середземноморським,
- Північним бореальним,
- Ірано-Туранським,
- Колхідським.

### Українською
- Атлас світу / голов. ред. І. С. Руденко ; зав. ред. В. В. Радченко ; відп. ред. О. В. Вакуленко. — К. : ДНВП «Картографія», 2005. — 336 с. — ISBN 9666315467.
- Атлас. 7 клас. Географія материків і океанів / Укладачі О. Я. Скуратович, Н. І. Чанцева. — К. : ДНВП «Картографія», 2014.
- Бєлозоров С. Т. Географія материків. — К. : Вища школа, 1971. — 371 с.
- Барановська О. В. Фізична географія материків і океанів : навч. посіб. для студентів ВНЗ : [у 2 ч.]. — Н. : Ніжинський державний університет ім. Миколи Гоголя, 2013. — 306 с. — ISBN 978-617-527-106-3.
- Грузія // Гірничий енциклопедичний словник : [у 3-х тт.] / за ред. В. С. Білецького. — Д. : Східний видавничий дім, 2004. — Т. 3. — 752 с. — ISBN 966-7804-78-X.
- Дубович І. А. Країнознавчий словник-довідник. — 5-те вид., перероб. і доп. — К. : Знання, 2008. — 839 с. — ISBN 978-966-346-330-8.
- Панасенко Б. Д. Фізична географія материків : навч. посіб. : в 2 ч. — В. : ЕкоБізнесЦентр, 1999. — 200 с.
- Фізична географія материків та океанів : підруч. для студ. вищ. навч. закл. : у 2 т / за ред. П. Г. Шищенка. — К. : Видавництво Київського нац. ун-т ім. Т. Шевченка, 2009. — Т. 1. : Азія. — 643 с. — ISBN 978-966-439-257-7.
- Юрківський В. М. Регіональна економічна і соціальна географія. Зарубіжні країни: Підручник. — 2-ге. — К. : Либідь, 2001. — 416 с. — ISBN 966-06-0092-5.

### Англійською
- (англ.) Graham Bateman. The Encyclopedia of World Geography. — Andromeda, 2002. — 288 с. — ISBN 1871869587.

### Російською
- (рос.) Авакян А. Б., Салтанкин В. П., Шарапов В. А. Водохранилища. — М. : Мысль, 1987. — 326 с. — (Природа мира)
- (рос.) Алисов Б. П., Берлин И. А., Михель В. М. Курс климатологии [в 3-х тт.] / под. ред. Е. С. Рубинштейна. — Л. : Гидрометиздат, 1954. — Т. 3. Климаты земного шара. — 320 с.
- (рос.) Апродов В. А. Вулканы. — М. : Мысль, 1982. — 368 с. — (Природа мира)
- (рос.) Апродов В. А. Зоны землетрясений. — М. : Мысль, 2010. — 462 с. — (Природа мира) — ISBN 978-5-244-01122-7.
- (рос.) Бабаев А. Г., Зонн И. С., Дроздов Н. Н., Фрейкин З. Г. Пустыни. — М.  : Мысль, 1986. — 320 с. — (Природа мира)
- (рос.) Букштынов А. Д., Грошев Б. И., Крылов Г. В. Леса. — М. : Мысль, 1981. — 316 с. — (Природа мира)
- (рос.) Власова Т. В. Физическая география материков. С прилегающими частями океанов. Евразия, Северная Америка. — 4-е, перераб. — М. : Просвещение, 1986. — 417 с.
- (рос.) Гвоздецкий Н. А. Карст. — М. : Мысль, 1981. — 214 с. — (Природа мира)
- (рос.) Гвоздецкий Н. А., Голубчиков Ю. Н. Горы. — М. : Мысль, 1987. — 400 с. — (Природа мира)
- (рос.) Долгушин Л. Д., Осипова Г. Б. Ледники. — М. : Мысль, 1989. — 448 с. — (Природа мира) — ISBN 5-244-00315-1.
- (рос.) Географический энциклопедический словарь: географические названия / под. ред. А. Ф. Трёшникова. — 2-е изд., доп. — М. : Советская энциклопедия, 1989. — 585 с. — ISBN 5-85270-057-6.
- (рос.) Исаченко А. Г., Шляпников А. А. Ландшафты. — М. : Мысль, 1989. — 504 с. — (Природа мира) — ISBN 5-244-00177-9.
- (рос.) Каплин П. А., Леонтьев О. К., Лукьянова С. А., Никифоров Л. Г. Берега. — М. : Мысль, 1991. — 480 с. — (Природа мира) — ISBN 5-244-00449-2.
- (рос.) Словарь современных географических названий / под общей редакцией акад. В. М. Котлякова. — Екатеринбург : У-Фактория, 2006.
- (рос.) Лобова Е. В., Хабаров А. В. Почвы. — М. : Мысль, 1983. — 304 с. — (Природа мира)
- (рос.) Максаковский В. П. Географическая картина мира. Книга I: Общая характеристика мира. — М. : Дрофа, 2008. — 495 с. — ISBN 978-5-358-05275-8.
- (рос.) Максаковский В. П. Географическая картина мира. Книга II: Региональная характеристика мира. — М. : Дрофа, 2009. — 480 с. — ISBN 978-5-358-06280-1.
- (рос.) Грузия // Поспелов Е. М. Топонимический словарь. — М. : АСТ, 2005. — 229 с. — ISBN 5-17-016407-6.
- (рос.) Пфеффер П. Азия. — М. : Прогресс, 1982. — 316 с. — (Континенты, на которых мы живем)
- (рос.) География / под ред. проф. А. П. Горкина. — М. : Росмэн-Пресс, 2006. — 624 с. — (Современная иллюстрированная энциклопедия) — ISBN 5-353-02443-5.
- (рос.) Физико-географический атлас мира. — М. : Академия наук СССР и Главное управление геодезии и картографии ГУГК СССР, 1964. — 298 с.
- (рос.) Энциклопедия стран мира / глав. ред. Н. А. Симония. — М. : НПО «Экономика» РАН, отделение общественных наук, 2004. — 1319 с. — ISBN 5-282-02318-0.